# Fekete Maszk
A Fekete Maszk (eredeti cím: Hak hap) 1996-ban bemutatott hongkongi akciófilm Jet Livel a főszerepben. Az akciókoreográfiát Yuen Woo-ping készítette. 

## Történet
Tsui Chik (Jet Li) egy titkos katonai alakulat, a 701 vezetője volt. Az alakulat tagjain kísérleteztek, így nem éreztek fájdalmat harc közben. Egy balul sikerült akció után a kormány úgy döntött, az alakulat tagjait likvidálni kell. Tsui segített megszökni társainak, majd maga is inkognitóba vonult és könyvtáros lett. Élete azonban felbolydul, amikor kiderül, hogy volt alakulata tagjai bűncselekmények sorozatait követik el. Tsui álarcot öltve szembeszáll egykori bajtársaival. Mivel nem érez fájdalmat, szinte legyőzhetetlen.